# Katari labdarúgókupa
Az Emir Cup (vagy Katari kupa) egy kieséses rendszerű labdarúgótorna, melyet éves szinten tartanak meg. Ez a második legfontosabb nemzeti cím a katari labdarúgásban a Qatar Stars League után. Legtöbbszörös győztes az Asz-Szadd al-Katari.

## Története
Az első Katari Emir kupát 1972-ben rendezték meg a katari emír tiszteletére, és az első döntőt az Al- Ahli nyerte, az Al-Rayyan SC csapatát 6-1-re legyőzve. A mai napig ez a legnagyobb különbségű győzelem a döntőkben. 1975-ben a televízió is közvetítette a döntőt, először a kupa történetében. A legnagyobb különbségű győzelmet az 1982-83-as idényben az Asz-Szadd al-Katari aratta, 16-2-re győzték le az Al-Szamalt. Az 1991-92-es szezon volt az egyetlen amikor oda-visszavágós rendszerben bonyolították le a döntőt, ebben az évben az Al- Ahli diadalmaskodott az Al-Rayyan SC ellen. Az 1993-94-es döntőben rekordszámú, öt piros lapot osztott ki a játékvezető. Az Asz-Szadd al-Katarit négy, az Al-Arabi SC csapatát egy kiállítás sújtotta, a mérkőzést utóbbi csapat nyerte 3-0-ra. Többször előfordult, hogy a finálét külföldi bíró vezette. Az első finálét a palesztin Ali-Absi, míg egyetlen magyarként a 2010-11-es döntőt Kassai Viktor. A kupa lebonyolítása többször változott, 1999 óta vesznek részt a másodosztályú klubok is, 2004 óta pedig ötfordulós párharcok után hirdetnek győztest.

## Eddigi győztesek
| Klub                    | Település  | Győzelmek száma |
| ----------------------- | ---------- | --------------- |
| Asz-Szadd               | Doha       | 16              |
| Al-Arabi                | Doha       | 8               |
| Al-Gharafa (Al-Ittihad) | Al-Rayyan  | 7               |
| Al-Rayyan               | Al-Rayyan  | 6               |
| Al-Ahli                 | Doha       | 4               |
| ed-Duhaíl (Lekhwiya)    | Doha       | 2               |
| Qatar SC (Al-Esteqlal)  | Doha       | 2               |
| Umm-Szalal              | Umm-Szalal | 1               |